# Angerlo
Angerlo est un village situé dans la commune néerlandaise de Zevenaar, dans la province de Gueldre. Le 1er janvier 2004, le village[réf. nécessaire] comptait 5 136 habitants.

## Histoire
Pendant des siècles, Angerlo fut une paroisse de Doesburg, ce qui signifie qu'elle relevait de la même autorité ecclésiastique. Vers l'an 1500 le village comptait quatre-vingt-dix ménages (environ 350 habitants). En 1811, Angerlo devient une commune indépendante. En 1866, le conseil municipal reçut deux salles dans l'auberge Het Wapen comme secrétariat. Jusqu'au 1er janvier 2005, Angerlo restait une commune indépendante, qui comprenait également Bahr, Bevermeer, Bingerden, Giesbeek et Lathum. À la fin du XXe siècle, cette commune d'Angerlo faisait partie de la région urbaine d'Arnhem-Nimègue et couvrait une superficie de 30,34 km² (dont 2,10 km² d'eau).
Depuis le 1er janvier 2005, Angerlo fait partie de la commune de Zevenaar, dont la taille a doublé à la suite de la fusion.
En 2010, le village compte 1 362 habitants

## Personnalités liées
- Karel van Heeckeren van Kell (1854-1931), diplomate et homme politique néerlandais